# Акарі
Акарі (вірм. Հակարի, азерб. Həkəri), також Акера, рідше Хакарі — річка у Нагірно-Карабаській Республіці, що простягається по всьому Кашатазькому району. Правий берег частково проходить через Сюнік, а річка впадає у Аракс на кордоні Нагірно-Карабаської Республіки та Ірану. На лівому березі річки розташований районний центр Кашатазького району — місто Бердзор.
Основна притока — річка Воротан. Праві притоки — Хдранц, Єгвард, Воротан, Ахавно. Ліві притоки — Покр Акарі (дослівний переклад — «Маленький Акарі») та Хачгетік. Річка безпосередньо утворюється з кількох річок, що витікають з вершин гори Котюр (3184 м), Мец Бевератап (3602 м), Нардван (2623 м) та Папасар (2296 м). Це річки Хочанц (з притоками Царадзор, Каркарот, Хрогет), а також Шалуа, Ахбрагет та Вахазно.
На верхів'ї річки розташовані три середньовічні мости, монастир біля села Шрвакан, монастир Арахіш та фортеця Нораберд. У середній течії на лівому березі, у Сюніку розташовані старовинний монастир та дві печери, а з правого берега церква м. Бердзор та фортеця Акарі. Річка впадає у Аракс у мальовничій долині Араксу.